# Cleopatra guillemei
Cleopatra guillemei es una especie de molusco gasterópodo de la familia Thiaridae en el orden de los Mesogastropoda.

## Distribución geográfica
Se encuentra en Burundi, Kenia Tanzania y posiblemente, Uganda.

## Hábitat
Su hábitat natural son: lagos de agua dulce.